# クアラルンプール・シティFC
クアラルンプール・シティFC（英語: Kuala Lumpur City Football Club、マレー語: Kelab Bolasepak Kuala Lumpur、略称: KL City FC）はマレーシア・クアラルンプールに本拠を置くサッカークラブである。マレーシア・スーパーリーグに属する。旧名はクアラルンプールFA（英語: Kuala Lumpur Football Association, マレー語: Persatuan Bolasepak Kuala Lumpur）でクアラルンプールサッカー協会のクラブであった。

## 概要
1974年に連邦領サッカー協会のサッカークラブとして設立され（フェデラルテリトリーFA）、1987年にクアラルンプールサッカー協会（クアラルンプールFA）に改名した。
過去にマレーシアサッカーリーグ優勝2回、マレーシアカップ優勝3回（1987年から3連覇）、マレーシアFAカップ優勝3回、ピアラ・スンバンシ優勝3回を達成しており、AFCチャンピオンズリーグの前身であるアジアクラブ選手権にも1987-88シーズンと1989-90シーズンに参加。1987-88シーズンには読売クラブ(現：東京ヴェルディ)と、1989-90シーズンには日産自動車(現：横浜F・マリノス)と対戦している。
近隣のセランゴールとは激しいライバル関係にあり、両チームの対戦はしばしばクランバレーダービーと呼ばれる。
2002年にリーガ・プルダナ1で13位となりリーガ・プルダナ2に降格。2010年にスーパーリーグに昇格したが、2012年には未勝利でスーパーリーグ最下位に沈みプレミアリーグ降格、さらに翌2013年にはクラブ史上初めてFAMリーグに降格してしまう。近年はスーパリーグとプレミアリーグとの昇降格を繰り返すエレベータークラブとなっている。
マレーシアサッカー協会が2021年シーズン開幕までにスーパーリーグおよびプレミアリーグに参加する全てのクラブに対して運営主体をサッカー協会から独立させることを義務付けたことから、新たにクアラルンプール・ユナイテッドFCを設立し、2020年12月にクラブOBで元マレーシア代表ストライカーのスタンリー・バーナード・スティーヴン・サミュエルをクラブのCEOに任命した。
スーパーリーグ開幕まで48時間を切った2021年3月6日、クラブはクアラルンプール・ユナイテッドFCからクアラルンプール・シティFCに改名し、併せてロゴ（クレスト）も改訂した。

## タイトル

### 国内タイトル
- マレーシアカップ：4回
  - 1987, 1988, 1989, 2021
- マレーシアサッカーリーグ：2回
  - 1986, 1988
- マレーシアFAカップ：3回
  - 1993, 1994, 1999
- ピアラ・スンバンシ（英語版）：3回
  - 1988, 1995, 2000

## 歴代監督
- Yunus Tasman 1979-1981
- S. Subramaniam 1982-1984
- ジョゼフ・ベングロシュ 1985-1986
- Chow Kwai Lam 1987-1989
- Jozef Jankech 1990
- Milouš Kvaček 1991
- Chow Kwai Lam 1992
- S. Subramaniam 1993
- Ken Shellito 1994
- Chow Kwai Lam 1995-1998
- Mat Zan Mat Aris 1998-2000
- Lim Kim Lian 2000
- Wathiq Naji 2001-2002
- Lim Kim Lian 2001-2002
- Igor Novak 2003
- Mat Zan Mat Aris 2004-2007
- Hans Jurgen Gede 2008
- Razip Ismail 2008-2012
- Stanislav Leiskovsky 2013
- Tang Siew Seng 2014
- Ricardo Formosinho 2015
- Tang Siew Seng 2015
- Ismail Zakaria 2015-2016
- Wanderley Junior 2016-2017
- Fábio Magrão 2017-2018
- Yusri Che Lah 2018-2019
- Chong Yee Fatt 2019
- Rosle Md Derus 2019
- Nidzam Adzha 2020
- Bojan Hodak 2021-